# Barleria separata
Barleria separata är en akantusväxtart som beskrevs av Raymond Benoist. Barleria separata ingår i släktet Barleria och familjen akantusväxter. Inga underarter finns listade i Catalogue of Life.